# Todd Komarnicki
Todd Komarnicki (* 19. Oktober 1965 in Philadelphia, Pennsylvania) ist ein US-amerikanischer Drehbuchautor, Produzent, Regisseur und Romanautor. Er ist Gründer der Produktionsfirma Guy Walks Into A Bar. Internationale Bekanntheit erlangte er als Drehbuchautor des von Clint Eastwood verfilmten Dramas Sully mit Tom Hanks in der Hauptrolle. Zudem schrieb und inszenierte er den Film Bonhoeffer (2024) über das Leben des deutschen Theologen und Widerstandskämpfers Dietrich Bonhoeffer.

## Leben
Todd Komarnicki wurde in Philadelphia geboren und schloss sein Studium am Wheaton College in Illinois ab. Erste Bekanntheit erlangte er durch seine Romane Free (1993) und Famine (1997), letzterer wurde ins Deutsche, Französische und Italienische übersetzt. 2008 erschien sein dritter Roman mit dem Titel War.

## Karriere
Sein Durchbruch gelang Komarnicki 2003 als Produzent der Komödie Buddy – Der Weihnachtself (Originaltitel: Elf) mit Will Ferrell in der Hauptrolle. Der von Jon Favreau inszenierte Film spielte weltweit über 220 Millionen US-Dollar ein und gilt heute als Filmklassiker der Weihnachtszeit. Im selben Jahr inszenierte Komarnicki das Weltkriegsdrama Resistance nach dem gleichnamigen Roman von Anita Shreve mit Bill Paxton und Julia Ormond.
2007 schrieb er das Drehbuch zum Thriller Verführung einer Fremden – unter der Regie von James Foley und mit Halle Berry und Bruce Willis in den Hauptrollen.
Internationale Anerkennung erlangte Komarnicki 2016 mit dem Drehbuch zu Clint Eastwoods Film Sully über Flugkapitän Chesley Sullenberger, der 2009 mit der Notwasserung des US-Airways-Flugs 1549 auf dem Hudson River weltweit für Schlagzeilen sorgte. Die Hauptrolle übernahm Tom Hanks. Der Film wurde ein kommerzieller Erfolg, spielte weltweit über 230 Millionen US-Dollar ein und wurde vom American Film Institute zu einem der zehn besten Filme des Jahres 2016 gewählt. Komarnickis Drehbuch wurde in US-Medien für seine klare Struktur und sachliche Zurückhaltung hervorgehoben. Für seine Arbeit wurde er unter anderem bei den Critics’ Choice Awards und den Satellite Awards jeweils in der Kategorie „Bestes adaptiertes Drehbuch“ nominiert.
2019 war Komarnicki Co-Autor des Films The Professor and the Madman, gemeinsam mit John Boorman und Farhad Safinia. In den Hauptrollen spielen Mel Gibson und Sean Penn.
Im Herbst 2022 begannen die Dreharbeiten für das international koproduzierte Historiendrama Bonhoeffer über den deutschen Theologen und Widerstandskämpfer Dietrich Bonhoeffer, der sich dem Nationalsozialismus widersetzte. Todd Komarnicki verantwortete den Film als Produzent, Drehbuchautor und Regisseur. Jonas Dassler verkörpert Bonhoeffer, Moritz Bleibtreu, Nadine Heidenreich und Patrick Mölleken spielen seine Familie. Die Kamera führte der zweifach Oscar-nominierte britische Kameramann John Mathieson. Nach der Weltpremiere in New York City startete der Film im Verleih von Angel Studios im November 2024 in Nord- und Südamerika. Im Frühjahr 2025 folgte der internationale Kinostart in Europa und Asien.
Darüber hinaus entwickelte Komarnicki die sechsteilige Miniserie Leben ohne Ende nach dem gleichnamigen Roman von George R. Stewart, einem Klassiker der postapokalyptischen Literatur. Die Serie entstand unter seiner Leitung als Showrunner und Autor und feierte am 1. Dezember 2024 Premiere auf dem US-Streamingdienst MGM+. In den Hauptrollen sind Alexander Ludwig und Jessica Frances Dukes zu sehen. Die Handlung folgt einer Gruppe von Überlebenden, die nach einer globalen Pandemie eine neue Gesellschaft aufbauen.
Zudem arbeitet Komarnicki an der in Entwicklung befindlichen Serie Mercury 13 über US-amerikanische Testpilotinnen der 1960er-Jahre, in Zusammenarbeit mit Jessica Chastain.

## Guy Walks Into A Bar
Todd Komarnicki ist Gründer und Präsident der Produktionsfirma Guy Walks Into A Bar, die an zahlreichen Film- und Fernsehproduktionen beteiligt war, darunter Elf, Meet Dave und Bonhoeffer.

## Werke

### Filmografie (Auswahl)
- 2003: Resistance – Regie, Drehbuch
- 2003: Buddy – Der Weihnachtself – Produktion
- 2007: Verführung einer Fremden – Drehbuch
- 2008: Meet Dave – Produktion
- 2016: Sully – Drehbuch
- 2019: The Professor and the Madman – Drehbuch (gemeinsam mit John Boorman und Farhad Safinia)
- 2024: Bonhoeffer – Regie, Drehbuch, Produktion
- 2024: Leben ohne Ende (Fernsehserie) – Drehbuch, Schöpfer

### Romane
- 1993: Free
- 1997: Famine
- 2008: War

## Deutschsprachige Hörspielbearbeitung
- 2001: Hunger – Übersetzung: Silvia Morawetz; Bearbeitung und Regie: Annette Berger (Kriminalhörspiel – WDR)[13]